# Mêda, Outeiro de Gatos e Fonte Longa
Mêda, Outeiro de Gatos e Fonte Longa é uma freguesia portuguesa do município de Mêda, com 50,95 km² de área e 2399 habitantes (censo de 2021). A sua densidade populacional é 47,1 hab./km².

## História
Foi criada com a denominação União das Freguesias de Mêda, Outeiro de Gatos e Fonte Longa aquando da reorganização administrativa de 2012/2013,  resultando da agregação das antigas freguesias de Mêda, Outeiro de Gatos e Fonte Longa. A sua designação foi simplificada para Mêda, Outeiro de Gatos e Fonte Longa pela lei 10/2015, de 11 de fevereiro.

## Demografia
A população registada nos censos foi:
| Distribuição da População por Grupos Etários | Distribuição da População por Grupos Etários | Distribuição da População por Grupos Etários | Distribuição da População por Grupos Etários | Distribuição da População por Grupos Etários | Distribuição da População por Grupos Etários |
| -------------------------------------------- | -------------------------------------------- | -------------------------------------------- | -------------------------------------------- | -------------------------------------------- | -------------------------------------------- |
| Antes da agregação                           |                                              |                                              |                                              |                                              |                                              |
| Ano                                          | 0-14 anos                                    | 15-24 anos                                   | 25-64 anos                                   | >= 65 anos                                   | Total                                        |
| 2001                                         | 416                                          | 387                                          | 1321                                         | 575                                          | 2699                                         |
| 2011                                         | 321                                          | 236                                          | 1300                                         | 607                                          | 2464                                         |
| Após a agregação                             |                                              |                                              |                                              |                                              |                                              |
| Ano                                          | 0-14 anos                                    | 15-24 anos                                   | 25-64 anos                                   | >= 65 anos                                   | Total                                        |
| 2021                                         | 251                                          | 234                                          | 1177                                         | 737                                          | 2399                                         |